# AD 산카를로스
아소시아시온 데포르티바 산카를로스(스페인어: Asociación Deportiva San Carlos)는 코스타리카 알라후엘라주의 산카를로스를 연고로 하는 프로 축구 클럽이다.

## 선수 명단

### 현역
참고: FIFA 자격 규정에 따라 소속된 국가대표팀 국기를 표시합니다. 선수는 복수의 FIFA 비회원국 국적을 가지고 있을 수 있습니다.
| 번호 | 포지션 | 국적   | 이름                              |
| ---- | ------ | ------ | --------------------------------- |
| 6    | DF     | 쿠바   | 요셀 피에드라                     |
| 7    | MF     | 파나마 | 세사르 아우구스토 야니스 벨라스코 |

| 번호 | 포지션 | 국적 | 이름                |
| ---- | ------ | ---- | ------------------- |
| 99   | FW     |      | 브라이언 마르티네스 |